# Eadwig Etheling
Eadwig Etheling —a veces también conocido como Eadwy o Edwy— (¿?-1017) fue el quinto de los seis hijos del rey Etelredo el Indeciso y su primera esposa, Elfgifu. Existen registros de Eadwig como testigo en algunos documentos de 993.
Cuando Svend I de Dinamarca conquistó Inglaterra en 1013, Etelredo huyó a Normandía, pero Eadwig, que previamente fue raramente asociado con sus hermanos mayores, Ethelstan y Edmundo, se quedó con ellos en Inglaterra. Svend falleció en febrero de 1014 y Etelredo fue restaurado en el trono. Ethelstan murió en junio de 1014 y Etelredo en abril de 1016, Edmundo quedó como heredero al trono, pero le fue disputado por Canuto el Grande, hijo de Svend. En octubre de 1016, Canuto y Edmundo acordaron dividir Inglaterra entre ellos, pero Edmundo murió un mes más tarde, dejando a Canuto como rey indiscutible.
Eadwig, que era el último hijo varón sobreviviente del primer matrimonio de su padre, fue desterrado en 1016 y después proscrito en 1017 por Canuto, sin embargo se reconciliaron el mismo año y el rey le permitió vivir en Inglaterra. Fue asesinado poco después por instigación de Canuto, posiblemente tras de intentar crear resistencia en el suroeste. La reclamación anglosajona al trono pasó al hijo mayor del segundo matrimonio de Etelredo, el futuro Eduardo el Confesor. Eadwig fue enterrado en la abadía de Tavistock, que fue construida por su tío Ordwulf.